# Lammassaari (ö i Egentliga Tavastland, Forssa)
Lammassaari är en ö i Finland. Den ligger i sjön Keskinen och i kommunen Tammela i den ekonomiska regionen  Forssa ekonomiska region  och landskapet Egentliga Tavastland, i den södra delen av landet, 90 km nordväst om huvudstaden Helsingfors. Öns area är 0,4 hektar och dess största längd är 100 meter i nord-sydlig riktning.